# Lixouri
Lixouri (Grieks: Ληξούρι) is een plaats in de Griekse deelgemeente (dimotiki enotita) Paliki, gemeente (dimos) Kefalonia, in de Griekse bestuurlijke regio (periferia) Ionische Eilanden. 
Lixouri ligt op het eiland Kefalonia, 35 kilometer ten westen van Argostoli. De plaats telt 3.940 inwoners. Vermeldenswaardig is de Iakovatios-bibliotheek, met zijn collectie van historische boekwerken.